# 商人山 (喬治亞州)
商人山（英語：Trader's Hill）是位於美國喬治亞州查爾頓縣的一個鬼鎮。由於此地已於1901年被荒廢，本地已無人居住。

## 地理
商人山的座標為30°46′48″N 82°03′00″W / 30.78000°N 82.05000°W，而該地的平均海拔高度為22米（即72英尺）。